# In the Garden
"In the Garden" es una canción del músico norirlandés Van Morrison publicada en el álbum de 1986 No Guru, No Method, No Teacher.
La canción contiene el verso que da título al álbum en:  "No Guru, no method, no teacher/
Just you and I and nature/And the Father in the garden" (lo cual puede traducirse al español como: "Ningún gurú, ningún método, ningún profesor / sólo tú y yo y la naturaleza / y el Señor en el jardín").
Varias de las palabras retornan al territorio musical de Astral Weeks, haciendo mención de "visiones de la infancia", "entrar en trance" y "jardines húmedos por la lluvia". Fue una canción favorita entre el público durante años y está basada, según el propio Morrison, en una meditación trascendental que toma cerca de diez minutos hasta que la persona llega a un grado de tranquilidad óptimo.
"In the Garden" fue publicada en los álbumes recopilatorios de 1993 The Best of Van Morrison Volume Two y de 2007 Still on Top - The Greatest Hits, así como en el álbum en directo A Night in San Francisco y en el video Van Morrison The Concert.